# Propylen clorohydrin
Propylene chlorohydrin là một hợp chất hữu cơ có công thức hóa học CH3CH(OH)CH2Cl (1-cloropropan-2-ol). Một hợp chất tương tự, cũng là một đồng phân, là CH3CH(Cl)CH2OH (2-cloropropan-1-ol). Cả hai đồng phân đều là chất lỏng không màu tan được trong dung môi hữu cơ. Chúng được phân loại là chlorohydrin. Cả hai đều được tổng hợp trên quy mô lớn với vai trò là các chất trung gian trong quy trình sản xuất propylene oxit.
Phản ứng của dung dịch clo với propen tạo ra tỷ lệ 10:1 của CH3CH(OH)CH2Cl và CH3CH(Cl)CH2OH. Các đồng phân này được xử lý bằng nước vôi để tạo ra propylene oxit, rất hữu ích trong sản xuất các loại nhựa và polyme khác.